# 국적포기세
국적포기세(國籍抛棄稅, 영어: expatriation tax, emigration tax)는 세금 면탈을 목적으로 국적을 포기하는 것을 막기위해 세금을 일시에 물리는 것을 말한다.

## 미국
미국은 2008년부터 200만달러 이상 자산을 보유한 미국 시민권자나 영주권자가 국적을 포기할 경우, 보유하고 있는 전 세계의 모든 재산을 양도한 것으로 보고 15%의 국적포기세를 부과하고 있다.

## 참고
1. ↑  ‘김종훈 사퇴’ 미스터리…미 국적포기세·검증 공세 부담됐나